# Pavane de Bonis
Pour les articles homonymes, voir Pavane (homonymie).
La Pavane, op. 81, est une œuvre de la compositrice Mel Bonis, datant de 1904.

## Composition
Mel Bonis compose sa Pavane dans trois versions : l'une pour piano seul, l'autre pour piano à quatre mains et une troisième pour orchestre. L'œuvre est dédiée à Édouard Domange. Le manuscrit de la version pour piano seul ne comporte pas de date. Cette version est publiée en 1909 aux éditions Demets, puis elle est rééditée aux éditions Furore en 2015. La version pour piano à quatre mains est publiée dans L'Illustration en 1904 et est rééditée en 2008 par les éditions Furore. La version pour orchestre est publiée aux éditions Demets en 1909, puis rééditée en 2019 par les éditions Furore.

## Analyse
La Pavane fait partie d'un corpus d'œuvres qui tiennent du pastiches de musiques du XVIIIe siècle. C'est un style qui connait une grande vogue au tournant du XXe siècle.
L'œuvre de Mel Bonis évoque le passe-pied de la musique du Roi s'amuse, écrite par Léo Delibes.
La pièce est adjointe à la Bourrée et la Sarabande dans un triptyque. Elle évoque immanquablement la Pavane pour une infante défunte de Maurice Ravel, aussi écrite pour piano en 1899 et orchestre en 1910, et aussi éditée chez Demets. Les premières esquisses de la Pavane montrent que Mel Bonis a beaucoup travaillé l'accompagnement de l'ouverture de la pièce. Comme pour la Pavane pour une infante défunte, la Pavane de Mel Bonis commence par un solo d'instrument à vent et un accompagnement de cordes en pizzicato. Un autre rapprochement possible est celle de la Pavane avec la Pavane de Gabriel Fauré, écrite pour chœur et orchestre en 1887 qui existe aussi pour orchestre seul. La version pour orchestre seul possède la même instrumentation que celle de la Pavane de Mel Bonis, et toutes deux débutent par un solo de flûte.
L'œuvre possède une structure tripartite de type ABA', donnant une grande place aux vents et à l'accompagnement des cordes. Elle est de caractère mélancolique mais est aussi très gracieuse. Les thèmes sont legato et en notes conjointes le plus souvent.
L'orchestration est semblable à la Suite en forme de valse, fonctionnant par petites touches. La différence se trouve dans l'apparition d'un contrechant qui montre un travail contrapuntique plus élaboré. On trouve notamment des formules de rhétorique, comme le chiasme, qui montrent à quel point Mel Bonis privilégie la ligne mélodique et le contrepoint.
La compositrice n'hésite pas à fractionner son matériau thématique pour n'en donner que des réminiscences. Le raffinement des lignes mélodiques, des motifs, de l'orchestration et de l'harmonie sont hautement présents. Organisée autour de la tonalité principale de si mineur, certains passages explorent les tonalité de la mineur, de do dièse majeur, de fa dièse mineur et de mi bémol majeur. Cette recherche harmonique et cette élégance des modulations font penser à César Franck.

## Réception
L'œuvre est jouée lors du deuxième concert de Mel Bonis le 22 mai 1906, salle Berlioz, par Gabrielle Monchablon. L'œuvre est jouée en même temps que son Quatuor no 1, ses Variations, sa Barcarolle et sa Sarabande.

## Edition disponible

### Version pour piano
- Pavane, Sarabande et Bourrée, éd. Demets, 1904-1909.
- Œuvre pour piano, vol. 11, Danses C, éd. Furore, 2015.

### Version pour orchestre
- in Mel Bonis, Trois danses, éd. Furore, 2019

## Discographie

### Version pour piano
Le diamant noir, par Laurent Martin (piano), Ligia Digital, 2016

### Version pour orchestre
Mel Bonis : Symphonic Works, Bucharest Symphony Orchestra, Benoît Fromanger (dir.), Le Chant de Linos CL 1287.

## Sources
- Étienne Jardin, Mel Bonis (1858-1937) : parcours d'une compositrice de la Belle Époque, 2020 (ISBN 978-2-330-13313-9 et 2-330-13313-8, OCLC 1153996478, lire en ligne)